# Pernille Vallentin
 Der er for få eller ingen kildehenvisninger i denne artikel, hvilket er et problem. Du kan hjælpe ved at angive troværdige kilder til de påstande, som fremføres i artiklen.

Pernille Vallentin (født Pernille Vallentin Brandt; 14. februar 1979 i Horsens) er en dansk sanger og skuespiller, kendt blandt andet for rollen som Tilde i filmen Nordkraft, Scarlett i Fri os fra det onde og som Sanne fra BroBizz-reklamerne. Desuden er hun hospitalsklovn.

## Liv og karriere
Pernille har sunget og spillet teater siden barndommen og drog til England ganske ung for at uddanne sig som skuespiller. I 1999 kom hun tilbage med diplom og eksamensbevis og studerede videre på Teaterskolen Move'n Act i 2000, og medvirkede her i forestillingen "Frankenstein". Hun lavede teater i Århus og Silkeborg i eksperimenterende teater/performance-grupper. Hun har endvidere studeret Dramaturgi på Aarhus Universitet. I 2003 deltog hun i sang-programmet Stjerne for en aften, Instruktøren Ole Christian Madsen, der havde set programmet, "opdagede" hende og castede hende til rollen som Gule Tilde i sin film Nordkraft, hvor hun spillede overfor Thure Lindhardt. Til filmen lavede hun titelsangen og musikvideoen Kiss Your Demons Away, som hun komponerede sammen med Chief 1 og Christina Groth. Året efter blev hun nomineret til en Zulu Award, og til Bodilprisen for bedste kvindelige birolle. Hun fik Zulu Awarden foran blandt andre Beate Bille for Drabet og Anne Sørensen for Pusher 2. Bodilprisen for bedste kvindelige birolle gik til Charlotte Fich.
Samarbejdet mellem Vallentin, Chief 1 og Groth fungerede så godt, at trekløveret besluttede sig for at fortsætte, efter filmprojektet var færdigt. Det kom der albummet ”Between Butterflies and Me” ud af – et album hvor sangene ”Kiss Your Demons Away”, ”Stay Inside You” og "Follow" blev radiohits. Pernille har med disse numre medvirket på div. albums så som "woman" "stærke danske sangerinder" osv... Pernille har efter sigende[kilde mangler] siden arbejdet på et nyt album med sit Århus-band.
Senere medvirkede hun i rollen som Mette-Inge i filmen Hjemve, instrueret af Lone Scherfig, der havde premiere den 30. marts 2007.
Året efter lagde Pernille stemme til den lille rappenskraldede Prinsesse Selinia i Luc Bessons Arthur og Minimoyserne, hvis originale stemme bliver udført af Madonna.
Endvidere har Pernille Vallentin sidenhen medvirket i flere kort/novellefilm, f. eks. "nedenunder" af Anne Grete Bjarup Riis,, "Tonny" (2010) og "Savn", afgangsfilm fra filmskolen af Andreas Dalsgård hvor hun spiller overfor Thomas Bo Larsen.
Pernille har i 2008 og 2009 været med i Brobizz-reklamerne som den naive og glade Sanne fra broen, hvortil hun har komponeret underlægningsmusikken.
På TV kan man se Pernille i DRs børnegyser "Historietimen", som den gode fe der hjælper professoren, hvor hun desuden også har skrevet og synger titelsangen "Tryllestøv".
For sin præstation i Fri os fra det onde modtog Pernille Vallentin i 2010 en Robert i kategorien "Bedste Kvindelige Birolle" og i 2011 bodilprisen i samme kategori.
Vallentin arbejder som hospitalsklovn for De Danske Hospitalsklovne.

## Privatliv
Pernille danner par med komponisten og musikeren Rasmus Bøgelund
Vallentin har to børn med Kasper Spez.
Hun er bærer af diagnosen osteogenesis imperfecta som er medfødt knogleskørhed.

## Filmografi

### Film
| År   | Titel                  | Rolle      | Note(r)                                                                 |
| ---- | ---------------------- | ---------- | ----------------------------------------------------------------------- |
| 2005 | Nordkraft              | Tilde      | Nomineret til Bodilprisen for bedste kvindelige birolle                 |
| 2007 | Hjemve                 | Mette-Inge |                                                                         |
| 2007 | Arthur og Minimoyserne | Selenia    | Stemme                                                                  |
| 2009 | Fri os fra det onde    | Scarlett   | Modtog henholdsvis Robert- og Bodilprisen for bedste kvindelige birolle |
| 2009 | Nedenunder             | Nina       | Kortfilm                                                                |
| 2009 | København              | Rikke      | Kortfilm                                                                |
| 2010 | Tonny                  | Maria      | Kortfilm                                                                |
| 2011 | Rango                  | Bønne      | Stemme                                                                  |
| 2016 | Aqua mamas             | Pernille   | Kortfilm                                                                |
| 2017 | Gristina               | Sofie      | Kortfilm                                                                |

### Tv-serier
| År   | Titel             | Rolle    | Note(r)     |
| ---- | ----------------- | -------- | ----------- |
| 2007 | Meyerheim         | Sig selv | Talkshow    |
| 2010 | ALOHA!            | Sig selv | Talkshow    |
| 2011 | Til middag hos... | Sig selv | Realityshow |

## Diskografi
- Between Butterflies and Me (2006)